# Jan Kryštof z Windisch-Grätze
Jan Kryštof z Windisch-Grätze (německy Johann Christoph von Windisch-Graetz, 1635 – 19. listopadu 1682) byl rakouský šlechtic z rodu Windischgrätzů, pán z Windisch-Graetze (dnes Slovenj Gradec) ve Štýrsku.

## Původ
Narodil se jako 15. dítě Jana Linharta z Windisch-Grätze (1589–1650) a Polyreny Žofie z Teufenbachu († 1621) nebo jeho druhé manželky paní Maria Alžběty z Putze († 1639). Byl vnukem svobodného pána Jana II. z Windisch-Grätze († 1589) a Alžběty z Ernau. Jeho otec se potřetí oženil s Johanou z Metnitz.
Dne 18. května 1822. Rod byl povýšen do knížecího stavu.

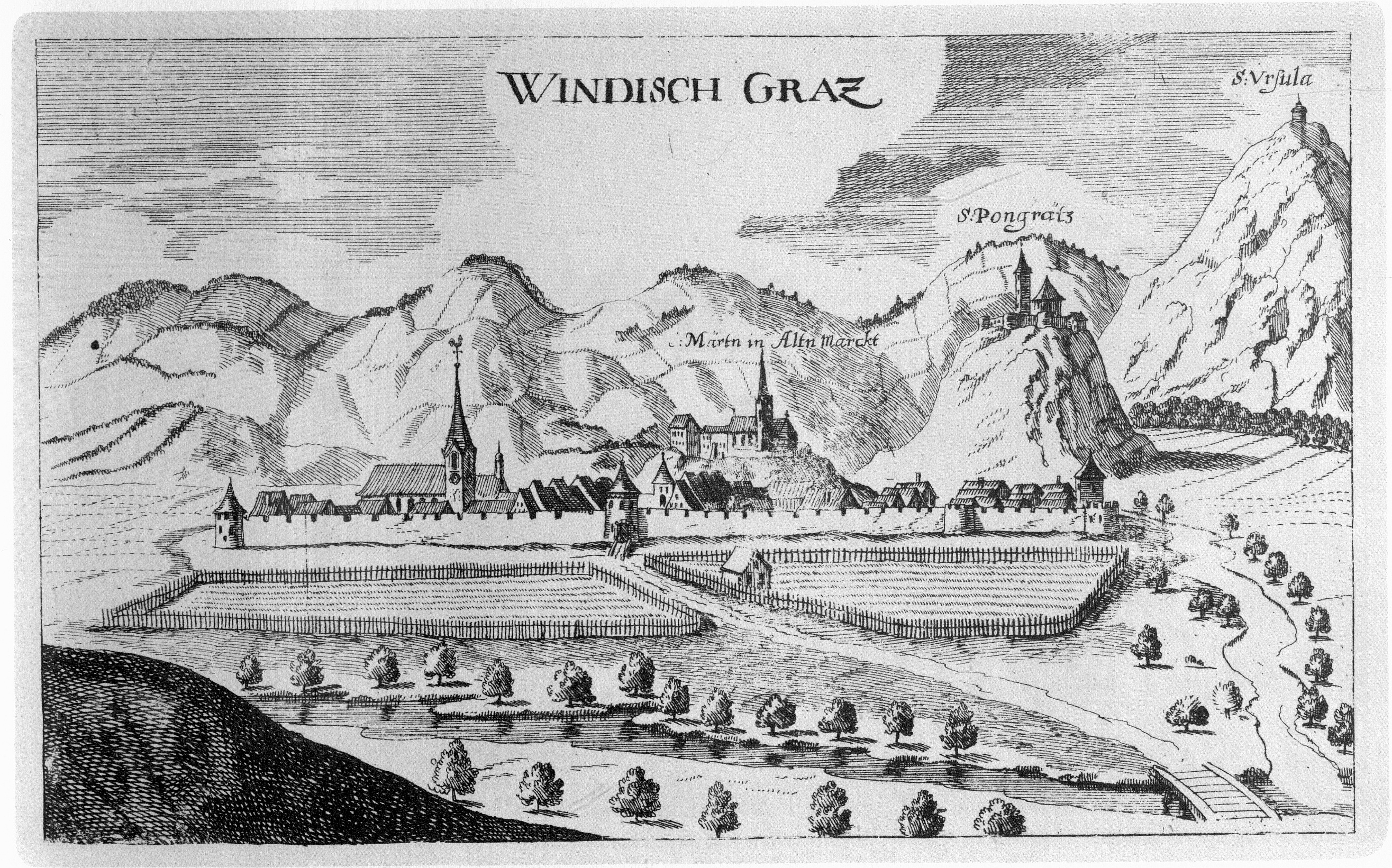
Windisch-Graz/Slovenj Gradec (kolem roku 1681)

### Manželsví a potomstvo
Jan Kryštof z Windisch-Grätze byl zřejmě třikrát ženat, první sňatek uzavřel v roce 1660 s paní Sidonií Kateřinou z Geisrucku.
Pravděpodobně se oženil podruhé, jméno jeho druhé ženy však není známo. 
Z manželství měl pět dětí:  
- Kryštof Ehrenreich († 12. února 1732, Šoproň), svobodný pán, ženatý I.) od 16. ledna 1707 s hraběnkou Annou Terezou z Wurmbrand-Stuppachu (30. září 1686 – 29. března 1711), II.) dne 14. srpna 1712 s hraběnkou Annou Kristýnou z Auerspergu (15. července 1682 – 22. února 1735) a měl tři dcery a 1 syna:
  - hrabě Gottlieb z Windisch-Grätze (1715–1784), bez dědice
- Dorotea
- Kateřina
- Jan Gottlieb
- Eustach Vilém

Třetí sňatek uzavřel 18. května 1670 s Annou Magdalenou z Wurmbrand-Stuppachu (* kolem roku 1648 – po 24. říjnu 1676), dcerou (svob. pána, od roku 1682 hraběte) Jana Arnošta Ehrenreicha z Wurmbrand-Stuppachu (1606–1691) a Johany Eustachie z Althannu, dcery Baptista z Althannu (1568–1629) a Anny Johany z Trauttmansdorffu († 1610). Manželství zůstalo bezdětné.